# Central nuclear de Peach Bottom

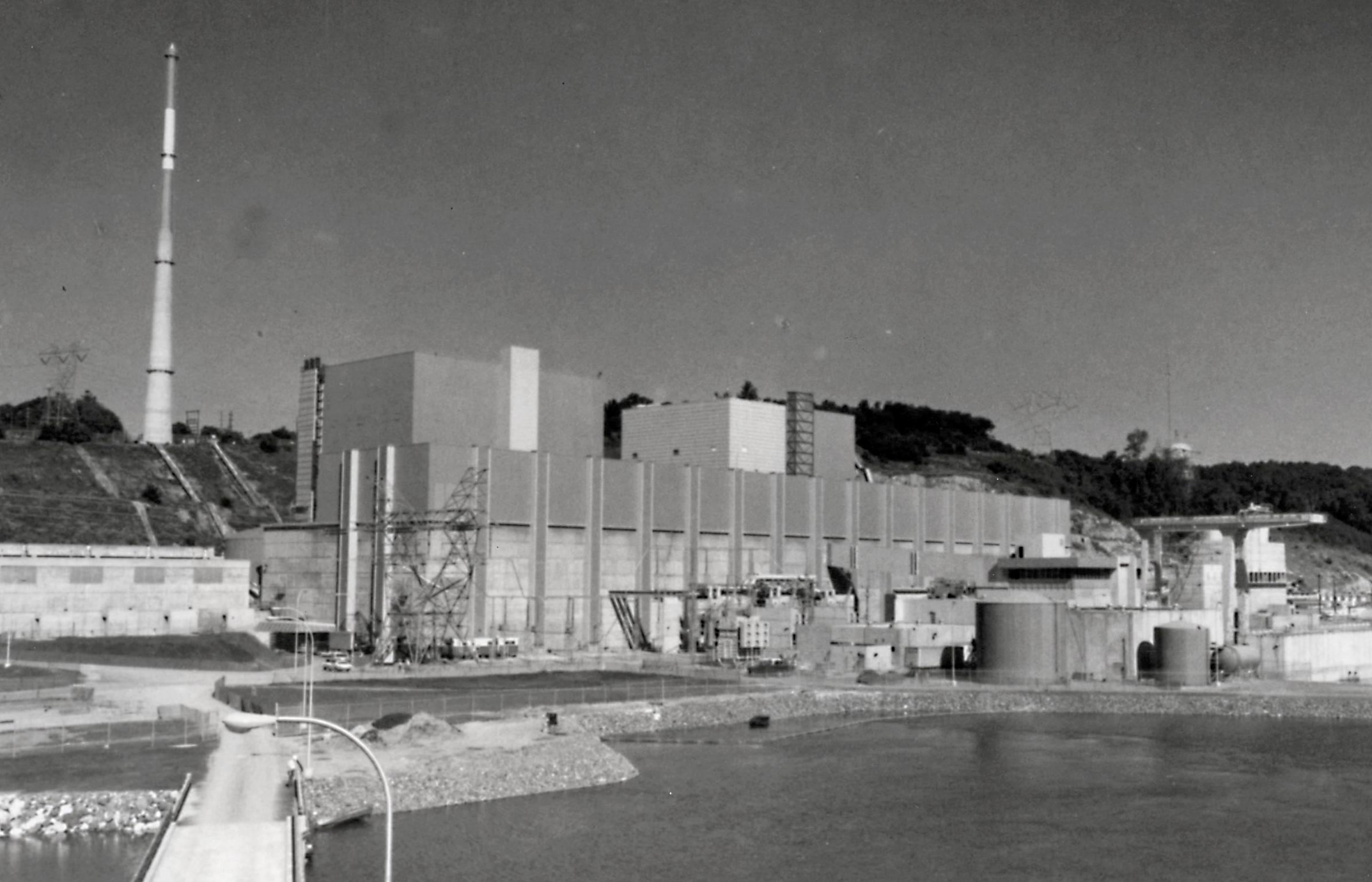
Foto de los reactores 2 y 3 en 1974

La central nuclear de Peach Bottom NGS, está situada a 97 km al sur de Harrisburg en el Municipio de Peach Bottom, Condado de York, Pensilvania, en el río Susquehanna.
La historia de Peach Bottom es larga. La Philadelphia Electric Company fue una de las pioneras en la industria nuclear comercial cuando encargó la construcción de Peach Bottom 1 en 1958. La primera central nuclear de Estados Unidos (el Reactor Shippingport) se había conectado un año antes. La Unidad 1 de Peach Bottom funcionó de 1966 a 1974. Las otras dos unidades son BWRs de General Electric y todavía están en funcionamiento en su emplazamiento de 2,5 km²).
Del funcionamiento de Peach Bottom se encarga la Exelon Corporation y es propiedad conjunta de Exelon (50 %) y PSEG Power LLC (50%).
Peach Bottom fue una de las plantas analizadas por el estudio de análisis de seguridad NUREG-1150.